# Carl Josef Bayer
Carl Josef Bayer, także Karl Bayer (ur. 4 marca 1847 w Bielsku, zm. 22 października 1904 w Rečicy nad Paką) – austriacki chemik, znany przede jako wynalazca tak zwanego procesu Bayera wykorzystywanego do wytwarzania metalicznego glinu.

## Życiorys
Bayer urodził się w Bielsku (dziś Bielsko-Biała) na Śląsku Austriackim. Początkowo pracował w biurze budowlanym ojca i zamierzał kształcić się w kierunku architektury, z czasem jednak jego zainteresowania przeszły w stronę nauk przyrodniczych. W latach 1864–1865 uczył się przez cztery semestry u Carla Remigiusa Freseniusa w Wiesbaden, a następnie pracował jako chemik w hucie żelaza braci Dorlodot w belgijskim Acoz.
W 1869, w wieku 22 lat, rozpoczął studia chemiczne na Uniwersytecie Ruprechta i Karola w Heidelbergu, gdzie już po dwóch semestrach otrzymał od profesora Roberta Bunsena stanowisko asystenta. W 1871 zdobył stopień doktora. W egzaminach doktorskich, które odbyły się 31 lipca 1871, wzięło udział 26 naukowców, wśród nich Bunsen, Gustav Kirchhoff i Hermann von Helmholtz.
W 1887 dokonał odkrycia, które rozsławiło go w świecie: proces Bayera. Jest to metoda otrzymywania, z rud boksytu, tlenku glinu (Al2O3), stosowanego potem jako substrat w procesie Halla-Héroulta do otrzymywania metalicznego glinu. Mieszkał w tym czasie w Petersburgu i tam złożył pierwsze zgłoszenie patentowe. Wśród innych zagadnień, którymi Bayer się zajmował, były działanie i zastosowania kwasu salicylowego, chemia indu (jego praca doktorska nosiła tytuł Przyczynek do chemii indu) oraz wytwarzanie sztucznego kriolitu.
We wrześniu 1892 poślubił Almę von Witte, bratanicę rosyjskiego premiera Siergieja Wittego, z którą miał szóstkę dzieci: Ericha, Waltera, Guido, Herberta, Fritza i Elsę. W 1896 kupił ziemię w Rečicy nad Paką w Dolnej Styrii, na której zbudował fabrykę aluminium, laboratorium chemiczne i stojącą do dziś rodzinną willę.
Bayer władał siedmioma językami: niemieckim, francuskim, angielskim, rosyjskim, włoskim, polskim i słowackim. Należał do miłośników sztuki i muzyki. Był przekonany o upowszechnieniu się w przyszłości wyrobów aluminiowych na całym świecie.
Zmarł w wieku 57 lat, w październiku 1904. Za swoje osiągnięcia naukowe został uhonorowany Złotym Medalem Francuskiej Akademii Nauk.